# Philoponella feroka
Espèce
Synonymes
- Uloborus ferokus Bradoo, 1979

Philoponella feroka est une espèce d'araignées aranéomorphes de la famille des Uloboridae.

## Distribution
Cette espèce est endémique d'Inde. Elle se rencontre au Kerala, au Karnataka, en Andhra Pradesh et au Gujarat.

## Description
Les mâles mesurent de 4,5 à 5,2 mm et les femelles de 5,1 à 7,0 mm.
Le mâle décrit par Babu, Caleb, Jani, Uma et Prasad en 2022 mesure 3,86 mm et la femelle 4,27 mm.

## Éthologie
Elle se rencontre sur la toile de Stegodyphus sarasinorum.

## Systématique et taxinomie
Cette espèce a été décrite sous le protonyme Uloborus ferokus par l'arachnologiste indien B. L. Bradoo (d) en 1979. Elle est placée dans le genre Philoponella par Babu, Caleb, Jani, Uma et Prasad en 2022.

## Étymologie
Son nom d'espèce lui a été donné en référence au lieu de sa découverte, Feroke.

## Publication originale
- Bradoo, 1979 : « Uloborus ferokus sp. nov. (Araneae: Uloboridae) a commensal of Stegodyphus sarasinorum Karsch. » Bulletin of the British Arachnological Society, vol. 4, no 8, p. 353-355.